# Stachytarpheta
Stachytarpheta, biljni rod iz porodice sporiševki (Verbenaceae) smješten u tribus Duranteae. Pripada mu 125 vrsta rasprostranjenih uglavnom po tropskoj Americi, neke vrste su široko naturalizirane u Starom svijetu (što uzrokuje mnogo zabune u razgraničenju vrsta). Tipična je vrsta Verbena jamaicensis L. sinonim za polugrm Stachytarpheta jamaicensis (L.) Vahl.

## Etimologija
Ime roda dolazi od grčkog stachys, klas, i tarpheios, debeo, što se odnosi na debele klasove ovog roda.

## Opis
Zeljastoo bilje ili polugrmovi i grmlje. Listovi nasuprotni ili naizmjenični, jednostavni. Cvat duguljasti završni braktejni klas. Cvjetovi sjedeći, zbijeni, svaki cvijet udubljen u udubinu rahisa. Vjenčić plav, ljubičast, crven ili bijel, ljevkast ili oblika pladnja, 5-režnjevit. Plodnih prašnika 2. Plodnica 2-lokularna. Plod unutar postojane čaške, cijepa se na 2 merikarpa, ovi su kratko kljunasti, isprugani na leđima i obično bez koštica blizu vrha.

## Vrste
1. Stachytarpheta acuminata DC. ex Schauer
2. Stachytarpheta ajugifolia Schauer
3. Stachytarpheta alata (Moldenke) S.Atkins
4. Stachytarpheta albiflora DC. ex Schauer
5. Stachytarpheta almasensis Mansf.
6. Stachytarpheta amplexicaulis Moldenke
7. Stachytarpheta andersonii Moldenke
8. Stachytarpheta angolensis Moldenke
9. Stachytarpheta arenaria S.Atkins
10. Stachytarpheta atkinsiae Harley & Giul.
11. Stachytarpheta bicolor Hook.f.
12. Stachytarpheta boldinghii Moldenke
13. Stachytarpheta brasiliensis Moldenke
14. Stachytarpheta brevibracteata (Moldenke) P.H.Cardoso
15. Stachytarpheta bromleyana S.Atkins
16. Stachytarpheta cajamarcensis Moldenke
17. Stachytarpheta calderonii Moldenke
18. Stachytarpheta candida Moldenke
19. Stachytarpheta cassiae S.Atkins
20. Stachytarpheta cayennensis (Rich.) Vahl
21. Stachytarpheta cearensis Moldenke
22. Stachytarpheta chascanoides (Moldenke) P.H.Cardoso
23. Stachytarpheta coccinea Schauer
24. Stachytarpheta commutata Schauer
25. Stachytarpheta confertifolia Moldenke
26. Stachytarpheta crassifolia Schrad.
27. Stachytarpheta diamantinensis Moldenke
28. Stachytarpheta discolor Cham.
29. Stachytarpheta flavovirescens P.H.Cardoso
30. Stachytarpheta frantzii Pol.
31. Stachytarpheta friedrichsthalii Hayek
32. Stachytarpheta froesii Moldenke
33. Stachytarpheta fruticosa (Millsp.) B.L.Rob.
34. Stachytarpheta ganevii S.Atkins
35. Stachytarpheta gesnerioides Cham.
36. Stachytarpheta glabra Cham.
37. Stachytarpheta glandulosa S.Atkins
38. Stachytarpheta glauca (Pohl) Schauer
39. Stachytarpheta glazioviana S.Atkins
40. Stachytarpheta grandiflora  & Salimena
41. Stachytarpheta guedesii S.Atkins
42. Stachytarpheta harleyi S.Atkins
43. Stachytarpheta hassleri Briq.
44. Stachytarpheta hatschbachii Moldenke
45. Stachytarpheta hintonii Moldenke
46. Stachytarpheta hirsutissima Link
47. Stachytarpheta hispida Nees & Mart.
48. Stachytarpheta indica (L.) Vahl
49. Stachytarpheta integrifolia (Pohl) Walp.
50. Stachytarpheta itambensis S.Atkins
51. Stachytarpheta jamaicensis (L.) Vahl
52. Stachytarpheta kriegeriana P.H.Cardoso & Salimena
53. Stachytarpheta lacunosa Mart. ex Schauer
54. Stachytarpheta laevis Moldenke
55. Stachytarpheta lanata Schauer
56. Stachytarpheta lajedicola P.H.Cardoso
57. Stachytarpheta linearis Moldenke
58. Stachytarpheta liviae P.H.Cardoso & Salimena
59. Stachytarpheta longibracteata Cardoso
60. Stachytarpheta longipedicellata (Moldenke) P.H.Cardoso
61. Stachytarpheta longispicata (Pohl) S.Atkins
62. Stachytarpheta lopez-palacii Moldenke
63. Stachytarpheta luisana (Standl.) Standl.
64. Stachytarpheta lychnitis Mart. ex Schauer
65. Stachytarpheta lythrophylla Schauer
66. Stachytarpheta macedoi Moldenke
67. Stachytarpheta martiana Schauer
68. Stachytarpheta matogrossensis Moldenke
69. Stachytarpheta meninii P.H.Cardoso
70. Stachytarpheta mexiae Moldenke
71. Stachytarpheta microphylla Walp.
72. Stachytarpheta minasensis (S.Atkins) P.H.Cardoso
73. Stachytarpheta miniacea Moldenke
74. Stachytarpheta mollis Moldenke
75. Stachytarpheta monachinoi Moldenke
76. Stachytarpheta mutabilis (Jacq.) Vahl
77. Stachytarpheta oblongifolia P.H.Cardoso & Salimena
78. Stachytarpheta olearyana P.H.Cardoso
79. Stachytarpheta orubica (L.) Vahl
80. Stachytarpheta pachystachya Mart. ex Schauer
81. Stachytarpheta paraguariensis Moldenke
82. Stachytarpheta peruviana Moldenke
83. Stachytarpheta piranii S.Atkins
84. Stachytarpheta pohliana Cham.
85. Stachytarpheta polyura Schauer
86. Stachytarpheta procumbens Moldenke
87. Stachytarpheta puberula (Moldenke) S.Atkins
88. Stachytarpheta pycnodonta Urb.
89. Stachytarpheta quadrangula Nees & Mart.
90. Stachytarpheta quirosana Moldenke
91. Stachytarpheta radlkoferiana Mansf.
92. Stachytarpheta ratteri (S.Atkins) P.H.Cardoso
93. Stachytarpheta restingensis Moldenke
94. Stachytarpheta reticulata Mart. ex Schauer
95. Stachytarpheta rhomboidalis (Pohl) Walp.
96. Stachytarpheta rivularis Moldenke
97. Stachytarpheta rizzoi Cardoso
98. Stachytarpheta rupestris S.Atkins
99. Stachytarpheta salimenae P.H.Cardoso & Menini
100. Stachytarpheta scaberrima Cham.
101. Stachytarpheta schottiana Schauer
102. Stachytarpheta sellowiana Schauer
103. Stachytarpheta sericea S.Atkins
104. Stachytarpheta sessilis Moldenke
105. Stachytarpheta sobraliana P.H.Cardoso, R.J.V.Alves & Salimena
106. Stachytarpheta spathulata Moldenke
107. Stachytarpheta speciosa Pohl ex Schauer
108. Stachytarpheta sprucei Moldenke
109. Stachytarpheta stannardii S.Atkins
110. Stachytarpheta steyermarkii Moldenke
111. Stachytarpheta straminea Moldenke
112. Stachytarpheta strigosa Vahl
113. Stachytarpheta subincisa Turcz.
114. Stachytarpheta svensonii Moldenke
115. Stachytarpheta tomentosa P.H.Cardoso & Salimena
116. Stachytarpheta trinitensis Moldenke
117. Stachytarpheta trispicata Nees & Mart.
118. Stachytarpheta tuberculata S.Atkins
119. Stachytarpheta urticifolia (Salisb.) Dalzell & A.Gibson
120. Stachytarpheta velutina Moldenke
121. Stachytarpheta vianae P.H.Cardoso
122. Stachytarpheta villosa (Pohl) Cham.
123. Stachytarpheta violacea Miranda
124. Stachytarpheta viscidula Schauer
125. Stachytarpheta weberbaueri Moldenke
126. Stachytarpheta ×adulterina Urb. & Ekman
127. Stachytarpheta ×debilis Danser
128. Stachytarpheta ×gracilis Danser
129. Stachytarpheta ×hybrida Moldenke
130. Stachytarpheta ×intercedens (Briq.) Danser
131. Stachytarpheta ×trimenii Rech.